# Distrito de Haguenau-Wissembourg
El distrito de Haguenau-Wissembourg, anteriormente distrito de Haguenau, es una división administrativa francesa, situada en el departamento de Bajo Rin, de la región de Alsacia, creado a partir de la unión de los antiguos distritos de Haguenau y Wissembourg.

## Historia
El gobierno francés decidió en su decreto ministerial n.º 2014-1720, de 29 de diciembre de 2014, suprimir los distritos de Haguenau y Wissembourg, y crear con ellos el distrito de Haguenau-Wissembourg, a fecha efectiva de 1 de enero de 2015.

## División territorial

### Cantones
Hasta 2015:
Los cantones del distrito de Haguenau-Wissembourg desde su creación como distrito de Haguenau hasta enero de 2015 eran:
1. Bischwiller
2. Haguenau
3. Niederbronn-les-Bains

Los cantones del distrito desde su creación en enero de 2015 hasta marzo de 2015 eran:
1. Bischwiller
2. Bouxwiller (Que abarcaba parte de los distritos de Saverne y Haguenau-Wissembourg)
3. Brumath (Que abarcaba parte de los distritos de Haguenau-Wissembourg y Estrasburgo)
4. Haguenau
5. Lauterbourg
6. Niederbronn-les-Bains
7. Seltz
8. Soultz-sous-Forêts
9. Wissembourg
10. Wœrth

Los cantones del distrito desde marzo de 2015 son:
1. Bischwiller
2. Haguenau
3. Lauterbourg
4. Niederbronn-les-Bains
5. Seltz
6. Soultz-sous-Forêts
7. Wissembourg
8. Wœrth